# ヴォッグ
ヴォッグ（英語: Vog）は「ヴォルケーノー」（volcano=火山）とスモッグ（smog）を合わせた合成語で、特にアメリカ合衆国ハワイ州のハワイ島の南にあるキラウェア火山が作りだす煙と二酸化炭素などが、島の北東から吹きつける季節風に乗って、島の西側にあるフアラライ山で、霧と混じって作りだす大気汚染。島の西側の中心都市のカイルア・コナから見上げる山（フアラライ山）にかかる霧のようなものがそれである。

## 参照
1. ↑   ハワイ関係部署間によるヴォッグ情報ダッシュボード （ハワイ州立大学、アメリカ地質調査所などの共同作業による英語資料）
2. ↑   ヴォッグは火山の障害物（アメリカ地質調査所の英語資料）